# Toxorhina scita
Toxorhina scita är en tvåvingeart som beskrevs av Alexander 1962. Toxorhina scita ingår i släktet Toxorhina och familjen småharkrankar. Inga underarter finns listade i Catalogue of Life.